# Lady Yakuza : La Pivoine rouge
Série Lady Yakuza
Lady Yakuza : La Règle du jeu
(1968)
Pour plus de détails, voir Fiche technique et Distribution.
Lady Yakuza : La Pivoine rouge (緋牡丹博徒, Hibotan bakuto) est un film japonais de Kōsaku Yamashita sorti en 1968. C'est le premier des huit films qui composent la série Lady Yakuza (緋牡丹博徒, Hibotan bakuto).

## Synopsis
Japon, milieu de l'ère Meiji. Ryuko Yano, dite Oryū la pivoine rouge, parcourt les routes pour apprendre son métier de yakuza. Cinq années auparavant, celle-ci a vu son mariage annulé à la suite de l'assassinat de son père Senzo, chef du clan Yano. Depuis elle a renoncé à son statut de femme et s'est fixé comme objectif de venger la mort de son père et de refonder le clan Yano. Le seul indice qu'elle possède est un portefeuille que l'assassin a laissé tomber lors de son forfait.
Durant son périple, Ryuko se lie d'amitié avec Torakichi Kumasaka qui est amoureux d'elle et dont elle a sauvé la mise à l'un de ses hommes, Fujimatsu l'Immortel, et avec Otaka, chef du clan Doman. Elle se fait aussi des ennemis comme Hebimasa, qui goute à sa lame et hérite d'une balafre au visage après avoir été démasqué à tricher au jeu. Elle croise la route du ténébreux Naoji Katagiri qui semble tiquer à la vue du portefeuille de l'assassin, et bien qu'il nie le reconnaître, il le dérobe néanmoins à Ryuko.
Naoji Katagiri vient de sortir de prison et le portefeuille qu'il a dérobé est en fait le sien, il l'avait confié à son frère d'arme, Gozo Kakurai, avant de se faire emprisonner. Il se rend à Osaka pour le voir et tirer les choses au clair. Kakurai est maintenant le chef du clan Sennari, il avoue le meurtre du père de Ryuko à une époque où il était dans le besoin et il prétend regretter son geste. Naoji passe l'éponge en lui faisant promettre d'aider Ryuko s'il le pouvait. Mais l'ambitieux Kakurai qui est en conflit avec Otaka chez qui est hébergée Ryuko ne tarde pas à décevoir Naoji et à revenir sur sa promesse. Fugushin, le seul membre restant du clan Yano, témoin de l'assassinat de Senzo Yano, reconnait en Kakurai le meurtrier se fait grièvement blesser par les membres du clan Sennari. Sauvé in extremis par Naoji, il meurt aux côtés de Ryuko.
Ryuko, épaulée de Fujimatsu et de Naoji, que Kakurai a tenté de faire assassiner, le trouvant devenu trop encombrant, mènent dans un bain de sang leur vengeance contre Kakurai et le clan Sennari. Naoji cependant meurt de ses blessures dans les bras de Ryuko en larmes.

## Fiche technique
- Titre français : Lady Yakuza : La Pivoine rouge[1]
- Titre anglais : Red Peony Gambler
- Titre original : 緋牡丹博徒 (Hibotan bakuto?)
- Réalisation : Kōsaku Yamashita
- Scénario : Norifumi Suzuki
- Photographie : Osamu Furuya
- Montage : Shintarō Miyamoto
- Musique : Takeo Watanabe
- Décors : Yoshichika Amemori
- Son : Masayoshi Mizoguchi
- Producteur : Gorō Kusakabe, Masao Satō et Kōji Shundō
- Sociétés de production : Tōei
- Pays de production :  Japon
- Langue originale : japonais
- Format : couleur — 2,35:1 — son mono
- Genre : drame ; yakuza eiga
- Durée : 98 minutes[2] (métrage : neuf bobines - 2 695 m[2])
- Date de sortie :
  - Japon : 14 septembre 1968[2]

## Distribution
- Junko Fuji : Ryuko Yano / Oryū
- Ken Takakura : Naoji Katagiri
- Tomisaburō Wakayama : Torakichi Kumasaka, dit Kumatora
- Kyōsuke Machida : Fujimatsu, l'Immortel
- Nijiko Kiyokawa : Otaka, la cheffe du clan Doman
- Yōichi Numata : Hebimasa
- Rin'ichi Yamamoto : Fugushin du clan Yano
- Minoru Ōki : Gozo Kakurai, le chef du clan Sennari
- Nobuo Kaneko : Genzō Iwatsu, le chef du clan Iwatsu
- Yaeko Wakamizu : Okiyo Kumasaka, la sœur de Torakichi
- Yuriko Mishima : Kimika, la fiancée de Fujimatsu
- Shingo Yamashiro : Yoshitaro, le fils d'Otaka
- Chiyo Okada : Shimeyakko
- Kyōnosuke Murai : Senzo Yano, le père de Ryuko
- Kinjirō Tooyama : Yamanishi, homme du clan Doman

## Les films de la sérieLady Yakuza
La série comprend huit films qui appartiennent au genre ninkyo eiga (ou  « films de chevalerie ») une branche du film de yakuza qui relate l'affrontement mortel entre ceux qui s'efforcent de suivre le code moral des yakuzas et ceux qui le dévoient en transformant leur clan en organisations criminelles sans foi ni loi.
Les films de la série :
- 1968 : Lady Yakuza : La Pivoine rouge (緋牡丹博徒, Hibotan bakuto?) de Kōsaku Yamashita
- 1968 : Lady Yakuza : La Règle du jeu (緋牡丹博徒 一宿一飯, Hibotan bakuto: Isshuku ippan?) de Norifumi Suzuki
- 1969 : Lady Yakuza : Le Jeu des fleurs (緋牡丹博徒 花札勝負, Hibotan bakuto: Hanafuda shōbu?) de Tai Katō
- 1969 : Lady Yakuza : L'Héritière (緋牡丹博徒 二代目襲名, Hibotan bakuto: Nidaime shūmei?) de Shigehiro Ozawa
- 1969 : Lady Yakuza : Chronique des joueurs (緋牡丹博徒 鉄火場列伝, Hibotan bakuto: Tekkaba retsuden?) de Kōsaku Yamashita
- 1970 : Lady Yakuza : Le Retour d'Oryū (緋牡丹博徒 お竜参上, Hibotan bakuto: Oryū sanjō?) de Tai Katō
- 1971 : Lady Yakuza : Prépare-toi à mourir ! (緋牡丹博徒 お命戴きます, Hibotan bakuto: Oinochi itadaki masu?) de Tai Katō
- 1972 : Lady Yakuza : Le Code yakuza (緋牡丹博徒 仁義通します, Hibotan bakuto: Jingi tōshi masu?) de Buichi Saitō